# Acide polyacrylique
L'acide polyacrylique, ou PAA, commercialisé sous le nom carbomère, est un polymère organique de formule –[CH2CH(COOH)]n–. Il s'agit d'un dérivé de l'acide acrylique CH2=CHCOOH. 
Outre l'homopolymère, il existe une gamme de copolymères et de polymères réticulés, dont les dérivés partiellement déprotonés sont des produits commerciaux de valeur. En solution dans l'eau et à pH neutre, l'acide polyacrylique est un polymère anionique, c'est-à-dire que ses chaînes latérales tendent à perdre leur proton labile et à acquérir une charge électrique négative. L'acide polyacrylique, partiellement ou entièrement déprotonné, est un polyélectrolyte pouvant absorber l'eau et gonfler jusqu'à plusieurs fois leur volume initial. Ces propriétés sont à la base de nombreuses applications de cette substance.

## Structure, production et dérivés
L'acide polyacrylique est une polyoléfine. Il peut être vu comme du polyéthylène portant des groupes carboxyle –COOH sur un atome de carbone sur deux de la chaîne carbonée. Chacun des atomes de carbone portant un groupe carboxyle est de ce fait un centre stéréogène, de sorte que le polymère présente une tacticité qui amène à considérer ses aspects atactiques, isotactiques et syndiotactiques. La polymérisation est amorcée par des radicaux et est présumée stéréo-aléatoire. La réticulation peut être introduite de plusieurs manières.
L'acide polyacrylique est obtenu par polymérisation radicalaire amorcée notamment par le persulfate de potassium K2S2O8 et l'azobisisobutyronitrile [(CH3)2C(CN)]2N2 (AIBN). C'est un polyélectrolyte anionique faible, dont le degré d'ionisation dépend du pH de la solution. Sous sa forme non ionisée aux pH faibles, il peut s'associer à divers polymères non ioniques tels que le polyéthylène glycol, la polyvinylpyrrolidone, le polyacrylamide et certains éthers de cellulose, et former des complexes interpolymères (en) associés par liaisons hydrogène. Dans les solutions aqueuses, l'acide polyacrylique peut également former des polycomplexes avec des polymères de charges opposées tels que le chitosane, des tensioactifs et des composés pharmaceutiques comme la streptomycine.
L'acide polyacrylique sec est distribué commercialement sous forme de poudre blanche et de flocons. Dans la poudre sèche, des cations sodium Na+ sont liés au polyacrylate pour tendre vers le polyacrylate de sodium, mais ces ions peuvent se dissocier en solution aqueuse. La présence de nombreux cations métalliques permet au polymère d'absorber de grandes quantités d'eau.

## Applications
La principale application de l'acide polyacrylique est comme polymère superabsorbant. Environ 25 % de la production est utilisée pour les détergents et les dispersants.
L'acide polyacrylique et ses dérivés sont utilisés dans les couches-culottes. Les polyacrylates réticulés peuvent absorber et retenir plus de 100 fois leur propre poids en liquide. La Food and Drug Administration des États-Unis a autorisé l'utilisation de tels polymères superabsorbants dans les emballages de contact alimentaire indirect.
Les détergents contiennent souvent des copolymères d'acide acrylique qui aident à retirer la saleté. L'acide polyacrylique réticulé a également été utilisé dans la production de produits ménagers, y compris les nettoyants pour sols. Il peut inactiver la chlorhexidine, un antiseptique à spectre large.
Les gels d'acide polyacrylique neutralisés sont des matrices biocompatibles appropriées pour des applications médicales telles que des gels cosmétiques. Les revêtements en acide polyacrylique peuvent être déposés sur les implants orthopédiques pour les protéger de la corrosion. Des hydrogels réticulés d'acide polyacrylique et de gélatine ont également été utilisés comme bioadhésif. Des acides polyacryliques sont également étudiés pour des applications dans les pansements et l'aide à la cicatrisation des plaies.
On utilise les acides polacryliques également dans les peintures et les cosmétiques. Ils stabilisent la suspension des solides dans les liquides, empêchent les phases des émulsions de se séparer et contrôlent la fluidité des produits cosmétiques. Les codes 910, 934, 940, 941 et 934P des carbomères indiquent le poids moléculaire moyen et les constituants spécifiques de ces polymères.
Les acides polyacryliques sont généralement utilisés sous forme de sels de métal alcalin ou d'ammonium NH4+.